# إليزابيث مويسيجوا
إليزابيث مويسيجوا-Elizabeth Mwesigwa (مواليد 1994) هي لاعبة كرة الريشة الأوغندية وهي في المرتبة الأولى في البلاد في فئة SL3. فازت بميدالية ذهبية في بطولة تنس الريشة الدولية الأوغندية الدولية في عام 2018. في فبراير 2020، احتلت المرتبة 12على العالم في فئة تنس الريشة النسائي من فئة SL3 من قبل الاتحاد العالمي لكرة الريشة.

## الخافية والتعليم
وُلدت إليزابيث مويسيجوا كأول طفل من ستة أطفال لجودفري كاكاير-Godfrey Kakaire، تحديدًا في نايجوبيا، مقاطعة إيغانغا. ولدت بعيب خلقي تسبب في ضعف في الساقين تحت الركبتين. بعد أن خضعت لعملية جراحية لأطرافها في تورورو ، عادت مويسيجوا إلى إيغانغا وتم تسجيلها في مدرسة Iganga Infants ثم Pride Academy Iganga التي غادرتها في عام 2009 بعد الانتهاء من امتحانات التخرج الابتدائية (PLE). في عام 2010، انتقلت إلى كمبالا وانضمت إلى مدرسة Naguru الثانوية لكنها تركت الدراسة في عام 2011 في الفصل الدراسي الأول لها في الدرجة الثانية.
دعمت نفسها لاحقًا بعملها كبائع متجول قبل أن تنتقل إلى كيغالي عاصمة رواندا في عام 2012.

## الرياضة
في عام 2013، تعرفت إليزابيث مويسيجوا على الرياضة من خلال كرة السلة أثناء إقامتها في كيغالي، رواندا. عند عودتها إلى كمبالا في عام 2015، شاركت في عدد من مباريات كرة السلة على الكرسي المتحركة قبل حضور دورة تدريبية لمدة أسبوع مع ريتشارد موريس، مدرب كرة الريشة الإنجليزي. شاركت في تنس الريشة، وتدربت خلال عامي 2015 و2016. و في عام 2017، ظهرت أخيرًا في أول بطولة لها (أوغندا بارا بادمينتون الدولية) وحصلت على ميدالية ذهبية.
في عام 2018 ، فازت إليزابيث بالميدالية الذهبية في بطولة كرة الريشة الأفريقية التي أقيمت في كمبالا في أوغندا بعد فوزها على النيجيرية في نهائي SL3 للسيدات.
في عام 2019، مثلت أوغندا مرة أخرى في فزاع الثاني - دبي بارا - بادمينتون الدولية (Dubai Para-Badminton International).

## التأهيل للألعاب الأولمبية
في عام 2019، كانت إليزابيث جزءًا من فرقة أوغندية مؤلفة من 5 أفراد لعبت في بطولة العالم TOTAL BWF Para-badminton التي أقيمت في مدينة بازل، في سويسرا.  ظهرت في مجموعة SL3 للسيدات المجموعة ب، و Womens SL3 - SU5 الزوجي، وأيضًا في الزوجي المختلط حيث شاركت مع بادي كسيري-Paddy Kasirye .
كان أعضاء البرلمان الأوغندي قد قرروا في وقت سابق المساهمة بمبلغ 10000 دولار أمريكي وذلك لمساعدتها على المشاركة في بطولات في تايلاند وفرنسا وأستراليا واليابان والتي من شأنها أن تساعدها بعد ذلك في اكتساب نقاط للتأهل إلى دورة الألعاب البارالمبية لعام 2020.

## الجوائز والتقدير
في عام 2019، تم تسمية إليزابيث بالنمرة المشرفة-Tigress Honoree من قِبل مؤسسة مالينغو-Malengo وذلك تقديراً لفوزها بالميدالية الذهبية لأوغندا في بطولة تنس الريشة شبه الأفريقية (Para-African Badminton) لعام 2018 .